# 孝感戰鬥
孝感戰鬥發生於1926年9月8日-10日，地點則是在中國京漢線追擊一帶，是國民革命軍北伐戰爭的戰鬥之一。孝感戰鬥的交戰雙方，一方為國民革命軍，另一方為高汝相軍隊。

## 參看
- 中華民國北洋政府時期內戰戰鬥列表